# Mistrzostwa Polski w Podnoszeniu Ciężarów Mężczyzn 2003
Mistrzostwa Polski w Podnoszeniu Ciężarów Mężczyzn 2003 – 73. edycja mistrzostw, która odbyła się w Ciechanowie w dniach 26–28 czerwca 2003 roku. 

## Wyniki
| Konkurencja: | Złoto:                              | Wynik             | Srebro:                                     | Wynik             | Brąz:                                 | Wynik             |
| 56 kg        | Marek Gorzelniak Śląsk Wrocław      | 252,5 (112,5+140) | Marcin Makarski LKS Terespol                | 242,5 (110+132,5) | Sławomir Ruszczyk Okęcie Warszawa     | 205 (85+120)      |
| 62 kg        | Marcin Gruszka Burza Wrocław        | 272,5 (122,5+150) | Arkadiusz Ratajczak Zawisza Bydgoszcz       | 262,5 (120+142,5) | Sebastian Żukowski POM Piotrowice     | 255 (115+140)     |
| 69 kg        | Arkadiusz Smółka Mazovia Ciechanów  | 317,5 (147,5+170) | Wojciech Natusiewicz Okęcie Warszawa        | 315 (137,5+177,5) | Sebastian Waga AZS-AWF Biała Podlaska | 297,5 (137,5+160) |
| 77 kg        | Andrzej Kozłowski Budowlani Opole   | 340 (155+185)     | Jerzy Jaśniak Włókniarz Konstantynów Łódzki | 327,5 (142,5+185) | Dominik Dyderski Promień Opalenica    | 325 (147,5+177,5) |
| 85 kg        | Mariusz Rytkowski Mazovia Ciechanów | 375 (170+205)     | Przemysław Chlebosz Śląsk Wrocław           | 337,5 (150+187,5) | Karol Gorczyczewski Start Otwock      | 335 (155+180)     |
| 94 kg        | Tadeusz Drzazga Mazovia Ciechanów   | 400 (185+215)     | Ireneusz Chełmowski Zawisza Bydgoszcz       | 370 (160+210)     | Arkadiusz Białek Start Otwock         | 370 (165+205)     |
| 105 kg       | Marcin Dołęga WLKS Siedlce          | 410 (190+220)     | Robert Dołęga WLKS Siedlce                  | 395 (175+220)     | Adam Kraska Śląsk Wrocław             | 390 (172,5+217,5) |
| +105 kg      | Paweł Najdek Okęcie Warszawa        | 433 (190,5+242,5) | Grzegorz Kleszcz Budowlani Opole            | 426 (191+235)     | Piotr Wysocki Zawisza Bydgoszcz       | 387,5 (172,5+215) |